# Sportska masaža
Sportska masaža je vrsta masaže u kojoj se upotrebljavaju specijalni zahvati koji imaju za cilj bržu i potpuniju pripremu sportiste za treninge, intenziviranje i produžavanje vremena samog treninga i povećanja sportske moći. Masaža omogućava i brže i potpunije odstranjivanje svih nepoželjnih ili štetnih posledica zbog pojačane fizičke aktivnosti. Masaža je indikovana kao neophodna kod svih sportova i svih sportista. Zato je potrebno u svim programima za treniranje pojedinih sportista ili grupa, racionalno i kontinuirano primeniti i upotrebu masaže. 

## Sportska masaža i obična masaža
Fiziološko delovanje sportske masaže je slično kao i fiziološko delovanje obične masaže. I ovde se koriste klasični zahvati, ali su oni posebno modifikovani za primenu na sportistima. Organizacija masaže, kao i uslovi za njeno praktikovanje bitno se razlikuju od klasične masaže. Masaža sportista se mora prilagoditi specifičnim okolnostima sporta, kao i terenu (svlačionica, ring, strunjača i sl.), masirani je psihofizički sposoban i aktivan sportista. Njemu je masaža potrebna za održavanje i poboljšavanje sportske forme. Zato istu treba prilagoditi potrebama treninga, takmičenja ili priprema. 

## Primena
Primena glađenja u sportskoj masaži je nepotrebna. Njegova eventualna primena je treba da bude na granici lakog trljanja. U stvari, u sportskoj masaži vrši se integracija glađenja i trljanja. Trljanje u ovoj masaži ide u pravcu limfnog i venskog sistema. Najvažniji i najprikladniji zahvat za ovu masažu je gnječenje, sa veoma jakim intenzitetom. Vibracija se takođe dosta upotrebljava. Ona se ovde karakteriše velikom amplitudom, a malom frekvencijom.

## Klasifikacija sportske masaže
Masažu sportista treba dozirati u zavisnosti od faze u kojoj se sportista nalazi, kao i u zavisnosti od individualnog psihofizičkog stanja svakog sportiste. Masaža je prilagođena raznim etapama treninga i takmičenja. Izbor masažnih zahvata takođe se tome prilagođava. Sportska masaža se klasifikuje na sledeći način: 
1. Masaža tokom treninga (u koju ulaze): 
  - opšta masaža
  - specijalna, delimična masaža.
2. Prethodna masaža:
  - opšta prethodna masaža
  - predstartna masaža, u koju ulaze:
  - masaža predstartne groznice,
  - masaža predstartne apatije,
  - masaža borbene gotovosti i
  - masaža prilikom osećaja hladnoće.
3. Masaža za obnavljanje ( dopunska, osvežavajuća masaža) 
  - osvežavajuća masaža posle takmičenja
  - osvežavajuća masaža između rundi i
  - osvežavajuća masaža između etapa takmičenja.
4. Masaža za razvijanje raznih fizičkih kvaliteta 
  - masaža za razvijanje kvaliteta izdržljivosti,
  - masaža za razvijanje kvaliteta brzine i
  - masaža za razvijanje kvaliteta elastičnosti.

## Masaža tokom treninga
Primenjuje se paralelno sa sportskim treninzima. Nju neizostavno treba predvideti u planu godišnjih priprema sportista i sportskih ekipa. 
Osnovni cilj masaže u toku treninga je da mobiliše organizam sportiste maksimalno, kako bi se omogućilo njegovo brže ulaženje u sportsku formu. Ponekad ova masaža može poslužiti i kao zamena treninga ukoliko je u datim momentima trening nemoguće izvesti.
Posebno se ovakva masaža primenjuje za vreme raznih putovanja, raznih klimatskih nepogoda (kada je otežano izvođenje treninga), kao i prilikom određenih sportskih i drugih povreda. Jednom rečju, ova masaža se može izvoditi u svim slučajevima kada je sportista nesposoban da obavi kompletan trening. Tada se masažom, u stvari, zamenjuje trening i tako održava  kondicionalna spremnost sportiste. Ovo posebno treba naglasiti, jer se treninzi često otkazuju zbog mnogih razloga, a pritom se masaža zaboravlja, što je velika greška. Sportski lekari, terapeuti i treneri, treba uvek da imaju u vidu navedene činjenice, kako bi održavali stečenu kondiciju svoje ekipe. Najveću pažnju treba obratiti povređenim sportistima koji nisu u stanju da izdrže napore kompletnog treninga. Pravi se ogromna greška ukoliko se ne praktikuje redovna sportska masaža u periodu odstranjenosti sportiste sa treninga zbog povrede. U tom periodu sportista često gubi stečenu kondicionu spremnost i posle saniranja povrede treba prilično vremena da se isti vrati u ranije stečenu formu. Sportskom masažom takve se komplikacije mogu preduhitriti.